# Bồ tướng quân
Bồ tướng quân (chữ Hán: 蒲将军, ? - ?), tướng lĩnh nhà Tây Sở.

## Cuộc đời
Tháng chạp năm 209 TCN thời Tần Nhị Thế, Bồ tướng quân cùng Anh Bố đến đầu quân cho Hạng Lương.
Năm 208 TCN, Bồ tướng quân làm biệt tướng theo Tống Nghĩa đi cứu Cự Lộc, sau đó Tống Nghĩa bị Hạng Vũ giết chết nên đi theo Hạng Vũ tham gia trận Cự Lộc. Trước khi Hạng Vũ đập nồi dìm thuyền, Bồ tướng quân cùng Anh Bố dẫn 2 vạn quân vượt Hoàng Hà, phá hoại tuyến đường cung cấp lương thực của quân Tần, khiến Vương Ly thiếu thốn.
Vào lúc đại chiến với Chương Hàm (tức tháng 6 năm 207 TCN), Bồ tướng quân đóng đồn ở bến Tam Hộ, cắt đứt đường lui của quân Tần. Về sau, Bồ tướng quân cùng Hạng Vũ, Anh Bố chôn sống 20 vạn quân Tần.

## Thân thế
Cho đến nay vẫn chưa khảo cứu được tên họ chính xác của Bồ tướng quân.
Ngô Nhân Kiệt (Bắc Tống) trong Lưỡng Hán khan ngộ bổ di, Bồ tướng quân 1' chép: "Phục Kiền (Đông Hán) chép Anh Bố khởi binh ở đất Bồ, nên lấy làm hiệu. Nhân Kiệt cho rằng Bồ tướng quân là Trần Vũ vậy. Bồ ấy là phong quốc của ông ta. Như Trần Hạ, được phong Phí hầu nên gọi là Phí tướng quân, nhằm làm rõ phong quốc của ông ta.
Tư Mã Trinh (Đường) trong Sử ký sách ẩn chép: Kinh Bồ khởi binh ở khoảng giữa Giang, Hồ. Phục Kiền cho rằng khởi binh ở đất Bồ, là lầm vậy. Vì thế khẳng định, Bồ là họ (tính). Lục Giả trong Sở Hán xuân thu chép: Khổng tướng quân ở cánh trái, Phí tướng quân ở cánh phải, Sài tướng quân ở phía sau Hoàng đế (Hán Cao Tổ). Sử ký có chép, còn Hán thư thì không.
Tây kinh tạp ký (tác giả có thể là Cát Hồng) cũng cho rằng: Khổng, Phí đều không phải là tên. Kỳ thật Khổng tướng quân là Khổng Tùng, Phí tướng quân là Trần Hạ, Sài tướng quân là Vũ (Sài Vũ?). Sử ký chép Cức Bồ hầu là Sài Vũ, còn Hán thư chép là Trần Vũ."